# Гліб Ростиславич (князь рязанський)
Гліб Ростиславич (*д/н — 30 червня 1178) — 3-й князь рязанський у 1145—1147, 1151—1153 і 1161—1177 роках.

## Життєпис
Син Ростислава Ярославича, князя рязанського. У 1145 році після смерті свого брата Святослава Ростислав стає муромським князем, а Гліб отримує Рязанське князівство.
У 1146 році разом з батьком виступив на допомогу Ізяславу Мстиславичу, великому князю Київському, що боровся з Святославом Ольговичем, князем Чернігівським. В тім у битві з військом суздальських княжичів Ростислава і Андрія Юрійовичів зазнали поразки. 1147 року Рязань було взято в облогу. Зрештою Гліб разом з батьком втік до половців. Рязанське князівство перейшло до його стриєчного брата Давида Святославича. У 1148 році Ростислав відвоював Рязань, а в 1151 році Муром. 1150 року було відбито напад половців.
У 1153 році повалений стриєчним братом Володимиром Святославичем. Після смерті Володимира Святославича 1161 року Гліб відновив владу у Рязані, але не зміг відвоювати Муром. З цього часу Муромо-Рязанське князівство розпалося.
Створив союз з Андрієм Юрійовичем, великим князем Володимиро-Суздальським, спрямований проти Волинських Ізяславичів. У 1169 році надав прихисток князю Володимиру Мстиславичу Дорогобузького.
У 1174 році після смерті Андрія Юрійовича втрутився у боротьбі за владу у Володимиро-Суздальському князівство, підтримавши братів своєї дружини Мстислава і Ярополка Ростиславичів проти їх стрийків Михайла й Всеволода Юрійовичів. За це 1175 року отримав коштовностей та реліквій, зокрема Вишгородську ікону Божої Матері і меч св. Бориса (їх перед тим викрав Андрій Юрійович з Києва).
У 1176 році відбив спробу чернігівського війська захопити рязанське місто Свірільськ. Але у 1176 році перемогу над Ростиславовичами здобув Михайло Юрійович, який рушив на Рязань. Не маючи змоги протидіяти Гліб повернув тому коштовності, ікони та реліквії.
У 1177 році в союзі з Михайлом Ростиславичем, князем ростовським, виступив проти нового великого князя Володимиро-Суздальського Всеволода Юрійовича. Рязанські війська спалили Москву, пограбували Боголюбово, але зрештою зазнали поразки у битві на річці Колокша, де Гліб потрапив у полон. Йому запропонували свободу з умовою відмовитися від Рязані й виїхати до Києва, але той відмовився. Помер 1178 року у в'язниці.

## Родина
Дружина — Євфросінія, донька Ростислава Юрійовича, князя переяславського
Діти:
- Андрій (д/н — бл. 1186), князь рязанський
- Роман (д/н—1216), князь рязанський
- Ігор (д/н—1195), князь рязанський
- Феодосія, дружина Мстислава Ростиславича, князя новгородського
- Володимир (д/н— після 1186), князь пронський
- Всеволод (д/н—1207), князь пронський і коломенський
- Святослав (д/н — після 1207), князь пронський
- Ярослав (д/н— після 1199), князь рязанський